# Ceresium australe
Ceresium australe là một loài bọ cánh cứng trong họ Cerambycidae.